# Mamadou Thiam (football)
Pour les articles homonymes, voir Mamadou Thiam et Thiam.
Mamadou Thiam, né le 20 mars 1995 à Aubervilliers, est un footballeur sénégalais, possédant également la nationalité française. Il évolue au poste d'attaquant au Fotbal Club FCSB, en Roumanie.

## Carrière
Après avoir débuté le football en Île-de-France, au RC France, au Red Star FC et à la JA Drancy, Mamadou Thiam rejoint le Dijon FCO, à la place du CS Sedan Ardennes, en proie à des difficultés financières.
En mai 2015, il est convoqué pour la Coupe du monde des moins de 20 ans en Nouvelle-Zélande avec l'équipe du Sénégal des moins de 20 ans. Il marque deux buts dans cette compétition, notamment celui du quart de finale contre l'Ouzbékistan permettant de qualifier son équipe.
Il signe dans la foulée son premier contrat professionnel, d'une durée de deux saisons, avec le DFCO. Il marque pour la première fois avec l'équipe première le 25 août 2015 contre le FC Metz, en Coupe de la Ligue, puis son premier but en championnat le 31 octobre 2015 contre le Stade brestois 29. Convoqué pour la CAN des moins de 23 ans en novembre et décembre, son entraîneur Olivier Dall'Oglio refuse de le libérer pour la compétition.
Après une saison 2015-2016 mitigée, seulement trois buts en dix-sept rencontres de championnat, il est prêté un an sans option d'achat au Clermont Foot 63 durant l'été 2016.
Le 11 août 2017, il rejoint Barnsley. Il dispute son premier match sous ses nouvelles couleurs en remplaçant Tom Bradshaw à la 79e minute de jeu face à Sheffield United. Il inscrit son premier but avec Barnsley à Millwall, sur penalty.

### Signature en1redivision belge
En octobre 2020, libre après la fin de son contrat avec Barnsley, il rejoint le KV Ostende, en Belgique. Il y retrouve Gauthier Ganaye, président exécutif du club belge et acteur de sa venue en Angleterre où il était alors en poste. 

#### Prêt en Ligue 2 à l'AS Nancy Lorraine
Le 15 juin 2021, le KV Ostende annonce son arrivée en prêt à l'AS Nancy Lorraine, club également présidé par Gauthier Ganaye.

## Statistiques
| Saison                | Club                    | Championnat           | Championnat | Championnat | Championnat | Coupe nationale | Coupe nationale | Coupe nationale | Coupe de la Ligue | Coupe de la Ligue | Coupe de la Ligue | Total | Total | Total |
| Saison                | Club                    | Division              | M.          | B.          | P.d.        | M.              | B.              | P.d.            | M.                | B.                | P.d.              | M.    | B.    | P.d.  |
| 2014-2015             | Dijon FCO               | Ligue 2               | 8           | 0           | 0           | 1               | 0               | 0               | 0                 | 0                 | 0                 | 9     | 0     | 0     |
| 2015-2016             | Dijon FCO               | Ligue 2               | 17          | 3           | 0           | 1               | 1               | 0               | 3                 | 1                 | 0                 | 21    | 5     | 0     |
| 2016-2017             | Clermont Foot 63 (prêt) | Ligue 2               | 12          | 2           | 2           | 0               | 0               | 0               | 3                 | 1                 | 0                 | 15    | 3     | 2     |
| Total sur la carrière | Total sur la carrière   | Total sur la carrière | 36          | 5           | 2           | 2               | 1               | 0               | 6                 | 2                 | 0                 | 44    | 8     | 2     |

## Palmarès

### En club
- Barnsley
  - Vice-champion de League One (D3) en 2019

- Dijon FCO
  - Vice-champion de Ligue 2 En 2016

### En sélection
Il est demi-finaliste de la Coupe du monde des moins de 20 ans avec l'équipe du Sénégal des moins de 20 ans en 2015.

## Vie privée
Il est le fils de Pape Idrissa Thiam  et de Khady Thiam ancien international sénégalais, et petit-fils d'Abdoulaye Diaw, entraîneur de l'équipe du Sénégal en 1963.
Il a fait ses études au collège Rosa Luxembourg puis au lycée Le Corbusier, tous deux à Aubervilliers.
Son surnom au quartier est « petit papa » 
Il est le cousin de la très célèbre Cyriane Belhadji.  